# فروردین ۱۳۹۲
فروردین ۱۳۹۲، نخستین ماه سال ۱۳۹۲ هجری خورشیدی است.
آغاز آن پنج‌شنبه، ۱ فروردین ۱۳۹۲ (۲۱ مارس ۲۰۱۳ میلادی) برابر ۹ جمادی الاول ۱۴۳۴ هجری قمری است.